# Mads Døhr Thychosen
Mads Døhr Thychosen, född 27 juni 1997 i Vejle, Danmark, är en dansk fotbollsspelare som spelar för AIK i Allsvenskan.

## Klubblagskarriär

### Tidig karriär
Thychosen började att spela fotboll vid 2-års ålder i Vinding SF. När han var 11 år gjorde han en övergång till den större klubben Vejle BK, där han spelade fram till han fyllt 13 år då han flyttade tillbaka till moderklubben Vinding. Ett år senare var Thychosen tillbaka i Vejles ungdomsakademi. 
Thychosen kom att utvecklas till en av Vejles största talanger och fick sedan chansen att representera Arsenal FC i ungdomscupen Ferolli Cup i Italien år 2013. Samma år kom det även uppgifter att klubbar som Barcelona, Juventus, Inter och Milan hade Thychosen på sin radar.

### Vejle BK
Den 6 oktober 2013 gjorde Thychosen debut för Vejle BK i en 2–0-vinst över Hvidovre IF då han bytes in i den 82:e matchminuten. Detta gjorde han till den yngsta debutanten i Vejles historia vid en ålder av 16 år, 3 månader och 9 dagar gammal.

### Midtjylland
Den 25 augusti 2014 värvade FC Midtjylland Thychosen till deras U19-lag på ett 3-årskontrakt.
Vid 18 års ålder fick Thychosen sin officiella debut för klubben den 25 oktober 2015, i en Superligamatch mot Brøndby IF. Thychosen började på bänken, men ersatte Marco Larsen i den 82:a minuten i matchen som Midtjylland förlorade med 2–1.
Thychosen skrev på ett nytt 5-årskontrakt i september 2016 med klubben.

#### Lån till AC Horsens
AC Horsens bjöd in Thychosen på provträning under en vecka i juni 2017 och två veckor senare meddelade klubben att de hade skrivit på ett låneavtal fram till den 31 december 2017.

### AIK
Efter 1,5 år i Midjylland värvades Thychosen av AIK den 30 juni 2023, då han skrev på ett kontrakt fram till och med den 31 december 2025. Debuten för klubben skedde i en 2–1-förlust mot BK Häcken på Friends Arena den 8 juli 2023, där Thychosen noterade för AIK:s enda mål i matchen med ett skott utanför straffområdet.

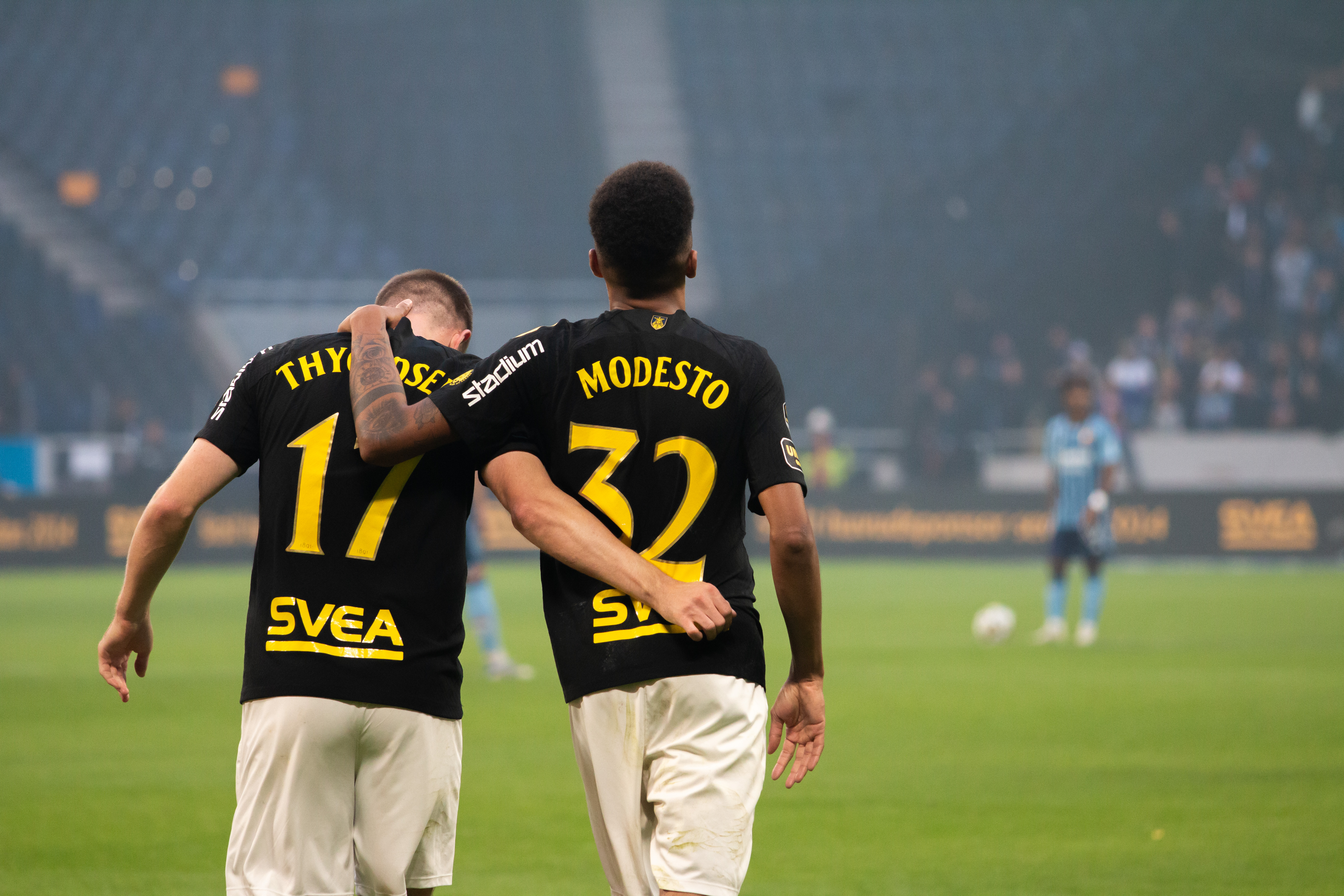
Thychosen och Rui Modesto efter att AIK gjort mål mot Djurgårdens IF, september 2023

Thychosen gjorde 16 ligaframträdanden varav 3 mål och 3 assist i sin första säsong för AIK och i Allsvenskan.
Den 5 maj 2024 gjorde Thychosen 1 mål och 2 assist när AIK vann över IFK Norrköping med 6–2 på Friends Arena.
Thychosen förlängde sitt kontrakt med AIK den 10 januari 2025, då han skrev på ett avtal till och med den 31 december 2027.